# Польцовское сельское поселение
Польцовское сельское поселение — упраздненное муниципальное образование в Ковылкинском районе Мордовии. В 2010 году включено в состав Рыбкинского сельского поселения.
Административным центром поселения было село Польцо.

## Населённые пункты
В состав поселения входили: сёла Польцо и Малый Азясь, деревни Ковыляй, Новая Резеповка, Старая Резеповка.